# Hanns Eisler

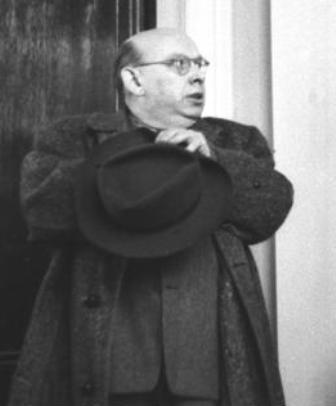
Hanns Eisler en 1950

Hanns Eisler (Leipzig, 6 de julho de 1898 – Berlim, 6 de setembro de 1962) foi um compositor alemão-austríaco. Ele é mais conhecido por compor o hino nacional da Alemanha Oriental, por sua longa associação artística com Bertolt Brecht, e pelas partituras que escreveu para filmes. A Hochschule für Musik Hanns Eisler Berlin foi nomeada em sua homenagem.

## Início da Vida
Com três anos de idade se transfere para Viena, onde passa a infância e a juventude, tendo sido discípulo de teoria e composição musical de Arnold Schönberg e de Anton Webern. A assim chamada Segunda Escola de Viena, ou Escola de Schönberg, é composta pelo mestre e seus três principais alunos: Webern, Alban Berg e Hanns Eisler, não obstante este último ter composto também em outros estilos ou poéticas musicais. Em 1925, Eisler se transfere para Berlim, e, em 1933, por sua militância política próxima ao Partido Comunista, se vê obrigado a fugir do nazismo e partir para o Exílio (tendo passado a maior parte do tempo no México e em especial na Califórnia, Estados Unidos). Em 1949, perseguido pelo macarthismo e tendo sido chamado de "Karl Marx da música" pelo seu inquisidor, é expulso dos EUA e regressa à Alemanha então ainda em ruínas, estabelecendo-se em Berlim Oriental (capital da recém fundada República Democrática Alemã - DDR ) até sua morte. Sua obra musical abrange repertório sinfônico, de câmara, cerca de 400 canções, e ainda vasta produção para cinema e teatro, destacando-se sua parceria com o grande poeta e dramaturgo alemão Bertolt Brecht. Em 1949, com letra de Johannes R. Becher, então ministro da cultura, compôs o hino da antiga República Democrática Alemã.

## Carreira
Obras de Juventude - São as primeiras tentativas de composição de Eisler. Caracteriza-se por uma linguagem tonal do romantismo tardio. Destacam-se as Cinco peças para piano, Três canções para orquestra - com textos de Li Tai-Pe e Klabund e uma série de canções para canto e piano.

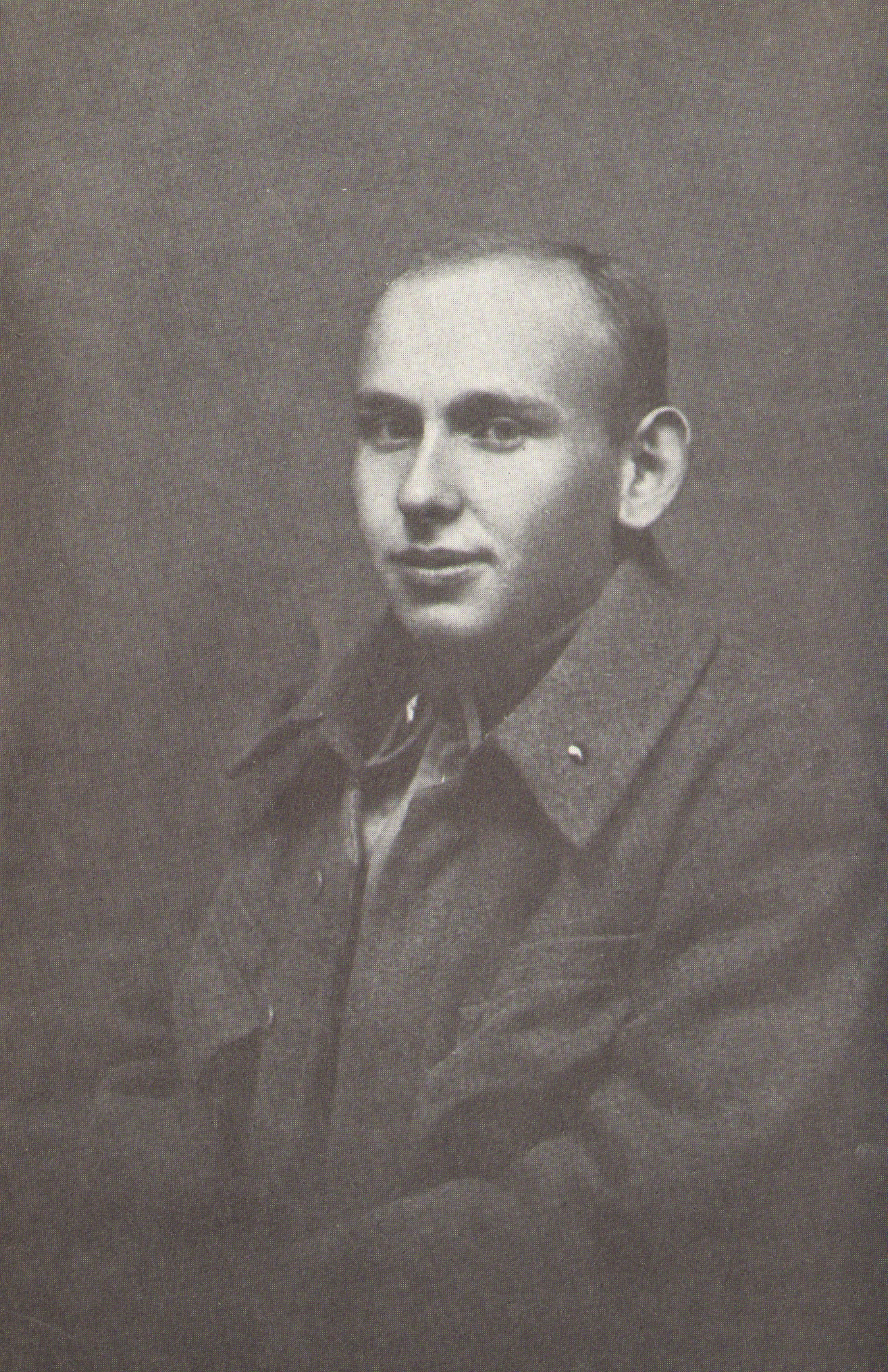
Hanns Eisler en 1917

Escola de Viena de Schönberg - São as obras compostas imediatamente após os quatro anos consecutivos de aulas com Schönberg (1919-1923). Embora Eisler tenha sido aluno também de Webern, sua linha de composição - principalmente na concepção temporal da forma - é de fato mais próxima ao próprio Schönberg. Caracteriza-se pelo atonalismo livre ou já pelo uso de técnicas seriais. Destacam-se as Sonata Nr. 1 Op. 1 (1923) e a Sonata Nr. 2 Op. 6 (1924) para piano, as Seis canções para canto e piano Op. 2 (1922-23), o Divertimento para quinteto de sopros Op. 4 (1923), Palmström Op. 5 (1924) - paródia do Pierrot Lunaire, Duo para Violino e Violoncelo Op. 7 (1924), as Quatro peças Op. 3 (1923) e as Oito peças Op. 8 (1925) para piano.
Da fase schönbergiana para o neoclassicismo politicamente engajado, Eisler compõe 4 obras satíricas. A cantata Tagebuch Op. 9 (1926), as canções dos Recortes de Jornal Op. 11 (1925-27) - obras primas da modernidade musical - e duas obras corais: as Três peças para coro masculino Op. 10 (1925) e as Quatro peças para coro misto Op. 13 (1928-29). As duas primeiras estão, estilisticamente, ainda mais inseridas na 2a. fase e as duas últimas, na 3a. fase.
Neoclassicismo politicamente engajado - Na sua maior parte, são obras engajadas nos movimentos político-artísticos de esquerda. Caracteriza-se pela retomada do sistema tonal e pelo emprego do desenvolvimento temático como configuração formal. São desta fase suas melhores canções de luta. Início do trabalho como compositor para cinema e teatro. O trabalho conjunto com Bertolt Brecht torna-se uma importante referência. Destacam-se as obras: As cantatas Tempo do Tempo Op. 16 (1929) e A mãe Op. 25 (1931). As peças corais para cantar na rua Op. 15 (1928) para coro misto, Dois Corais Masculinos Op. 17 (1929), Duas peças Op. 19 (1929) para coro masculino e as Duas peças para coro masculino Op. 21 (1930). As peças para canto e piano Seis baladas Op. 18 (1929-30), Quatro baladas Op. 22 (1930), a Balada do Soldado Op. 39 (1928) com texto de Brecht, Seis Canções Op. 28 (1929-31) e as Quatro Canções para uma mãe operária Op. 33 (1932). Suas peças para piano Dezoito pequenas peças para piano Op. 31 (1932) e as Sete peças para piano Op. 32 (1932). Inúmeras composições para teatro, como A medida Op. 20 (1930) e para cinema, que depois foram transformadas em suítes para orquestra, como a Suíte Nr. 2 Terra de ninguém Op. 24 (1931), Suíte Nr. 3 Kuhle Wampe Op. 26 (1931-32) e a Suíte Nr. 4 A juventude tem a palavra Op. 30 (1932). Paralelamente, Eisler continua compondo obras seriais. Exemplo disso é a Pequena Sinfonia Op. 29 (1932), esteticamente ainda ligada à sua 2a. fase.
Entre o Neoclassicismo e Escola de Schönberg - Eisler permanece vários anos sem residência fixa, passando por vários países da Europa e no México, até se estabelecer nos Estados Unidos, em 1938. Nesta fase, Eisler retoma a linha da Escola de Schönberg em algumas obras, prossegue no desenvolvimento de sua tendência neoclássica em outras, assim como através da composição de canções, redescobre a tradição do Lied alemão. É desta fase, a maior parte de sua produção camerística, ora ligada à Escola de Schönberg, onde frequentemente utiliza-se de técnicas seriais, ora com o emprego de formas neoclássicas. Destacamos: Prelúdio e Fuga sobre B-A-C-H Op. 46 (1934), Sonata para flauta, oboé e harpa Op. 49 (1935), Sonata para violino e piano - Sonata Viagem (1937), Quarteto de cordas (1938), Noneto Nr. 1 (1939), Septeto Nr. 1 Variações sobre canções infantis do folclore norte-americano Op. 92 (1940), Noneto Nr. 2 (1941), Quatorze maneiras de descrever a chuva Op. 70 (1941), Sonata para piano Nr. 3 (1943) e o Septeto Nr. 2 - O circo - (1947). Um destaque especial merecem ainda os ciclos de canções, como as Elegias de Hollywood (1942) - além de inúmeras outras canções com textos de Brecht - e os Fragmentos de Hölderlin (1943). Por causa destas obras, Eisler se confirma como um compositor de Lied no Séc. XX de grande importância. Destacam-se também as séries de cantatas de câmara escritas em 1937 e as obras sinfônicas Sinfonia Alemã Op. 50 (1935-59) - sua maior obra, as Cinco peças para orquestra (1938-40) e a Sinfonia de Câmara Op. 69 (1940).

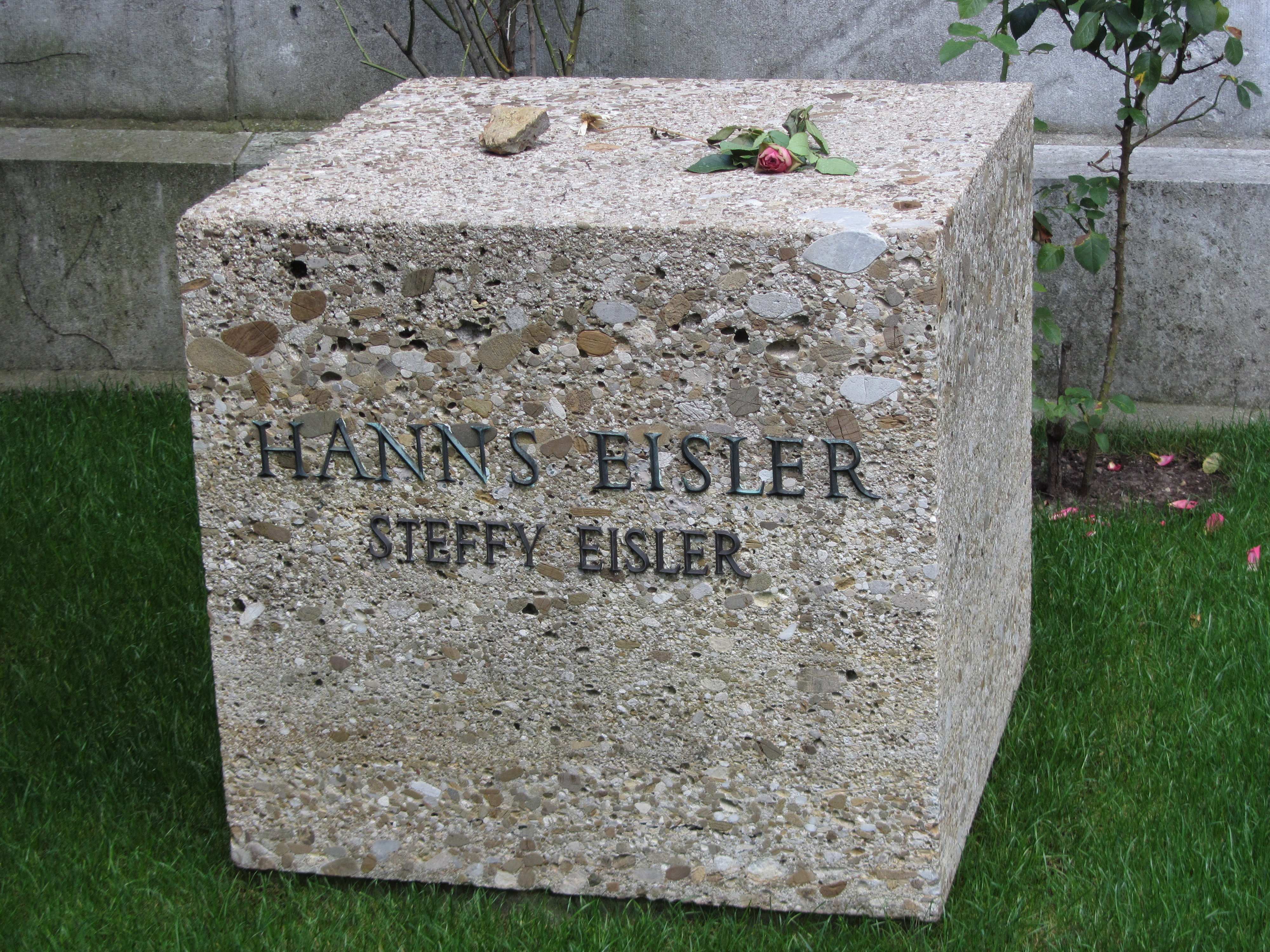
Pedra sepulcral de Hanns Eisler na Berlin

Fase jdanovista - A maior parte das obras desta fase serão compostas diretamente sob influência do "Discurso" (1948) de Jdanov, a política oficial stalinista para a música caracterizada pela "luta contra o formalismo e pelo realismo na arte". Já a produção de Eisler nesta fase se torna conservadora, tonal-convencional, com a utilização de formas mais tradicionais de hinos e canções populares alemãs, sobretudo retomando práticas do folclore alemão do século XIX. Neste sentido, o neofolclorismo torna-se a palavra-chave. Como exemplo disto temos: Rapsódia de Goethe (1949), Hino da República Democrática Alemã (1949), Novas canções populares alemãs (1950), e as cantatas Meio do Século (1950), Das Vorbild (1951-52), Os tapeceiros de Kujan-Bulak (1957) e os Quadros de uma Cartilha de Guerra (1957). Destacaríamos suas Canções Infantis com textos de Brecht (1950-51) assim como A canção distante - que faz parte das Novas canções populares alemãs, como obras mais bem sucedidas ainda que dentro da linha jdanovista. E ainda a cantata Lenda do surgimento do livro Taoteking no caminho de Laotse para a imigração (1957), retomando o estilo de suas cantatas de exílio, as satíricas Canções com textos de Kurt Tucholsky (1959-61), retomando o estilo de suas canções políticas dos anos 20, antes do trabalho conjunto com Brecht e os Cantos Sérios (1961-62), sua última obra. Eisler, aqui, apresenta em versão unitária, para barítono e orquestra de cordas, uma coletânea de canções, algumas novas, outras de fases anteriores, como as extraídas do ciclo Fragmentos de Hölderlin, como se ele pretendesse, já ciente da morte próxima, refletir retrospectivamente sobre sua própria vida e obra.

## Composições
- 1918: Gesang des Abgeschiedenen ("Die Mausefalle") (baseado em Christian Morgenstern); "Wenn es nur einmal so ganz still wäre" (baseado em Rainer Maria Rilke)
- 1919: Drei Lieder (Li-Tai-Po, Klabund); "Sehr leises Gehn im lauen Wind";
- 1922: Allegro moderato e valsas; Allegretto e Andante para Piano
- 1923: Piano Sonata No. 1, Op. 1
- 1923: Divertimento; Quatro Peças para Piano
- 1923: Divertimento para quinteto de sopros, Op. 4
- 1924: Sonata para piano No. 2, Op. 6
- 1925: Oito Peças para Piano
- 1926: Tagebuch des Hanns Eisler (Diary of Hanns Eisler); 11 Zeitungsausschnitte; Ten Lieder; Three Songs for Men's Chorus (baseado em Heinrich Heine)
- 1928: "Drum sag der SPD ade"; "Lied der roten Matrosen" ("Song of the Red Sailors", com Erich Weinert); Pantomime (com Béla Balázs); "Kumpellied"; "Red Sailors' Song"; "Couplet vom Zeitfreiwilligen"; "Newspaper's Son"; "Auch ein Schumacher (verschiedene Dichter)"; "Was möchst du nicht" (de Des Knaben Wunderhorn); "Wir sind das rote Sprachrohr"
- Between 1929 and 1931: "Solidaritätslied"
- 1929: Tempo der Zeit (Tempo of Time) para coro e pequena orquestra, Op. 16; Six Lieder (baseado em Weinert, Weber, Jahnke and Vallentin); "Lied der Werktätigen" ("Song of the Working People"; com Stephan Hermlin)
- 1930: Die Maßnahme (The Measures Taken, Lehrstück, texto de Bertolt Brecht), Op. 20; Six Ballads (baseado em Weber, Brecht, and Walter Mehring); Four Ballads (baseado em B. Traven, Kurt Tucholsky, Wiesner-Gmeyner, and Arendt); Suite No. 1, Op. 23
- 1931 incidental music for Die Mutter (The Mother) by Bertolt Brecht (baseado em Maxim Gorky), para pequena orquestra de teatro
- 1931: "Lied der roten Flieger" (baseado em Semyon Kirsanov); Quatro Canções (depois de Frank, Weinert) do filme Niemandsland; música de cinema para Kuhle Wampe (textos de Brecht) com a famosa "Balada dos Piratas", "Canção de Mariken", Quatro Baladas (com Bertolt Brecht); Suite No. 2, Op. 24 ("Niemandsland"); Três Canções depois de Erich Weinert; "Das Lied vom vierten Mann" ("A Canção do Quarto Homem"); "Streiklied" ("Canção de Greve"); Suite No. 3, Op. 26 ("Kuhle Wampe")
- 1932: "Ballad of the Women and the Soldiers" (com Brecht); Sete Peças para Piano; Kleine Sinfonie (Pequena Sinfonia); Suite No. 4, Música para o filme russo Pesn' o geroyakh (Canção dos Heróis) de Joris Ivens com "Canção dos Urais" (depois de Sergei Tretyakov); reeditado como peça instrumental Op. 30 ("Die Jugend hat das Wort")
- 1934: "Einheitsfrontlied" ("United Front Song"); "Saarlied" ("Saar Song"), "Lied gegen den Krieg" ("Song Against War"), "Ballade von der Judenhure Marie Sanders" ("Ballad of the Jews' Whore Marie Sanders"), songs from Die Rundköpfe und die Spitzköpfe; "Sklave, wer wird dich befreien" ("Slave, who will liberate you"; with Brecht); "California Ballad"; Six Pieces; Prelude and Fugue on B–A–C–H (string trio); Spartakus 1919, Op. 43
- 1935: Die Mutter (The Mother) reescrita como cantata para coro, vozes solo e dois pianos para uma produção teatral de Nova York
- 1935: Lenin Requiem para vozes solo, coro e orquestra
- 1936: Cantata Gegen den Krieg
- 1937: Sete cantatas baseadas em textos retirados dos romances de Ignazio Silone Pão e Vinho e Fontamara para voz solo, cordas e instrumentos de sopro

Die Römische Kantate, Op. 60;
Kantate im Exil (Man lebt von einem Tag zu dem andern), Op. 62;
Kantate "Nein" (Kantate im Exil No. 2);
Kantate auf den Tod eines Genossen, Op. 64;
Kriegskantate, Op. 65;
Die den Mund auf hatten;
Die Weißbrotkantate.
- "Friedenssong" ("Peace Song", baseado em Petere); "Kammerkantaten" ("Chamber Cantatas"); Ulm 1592; "Bettellied "("Begging Song", com Brecht); "Lenin Requiem" (com Brecht)
- 1938: Cantata on Herr Meyers' First Birthday; String Quartet; Fünf Orchesterstücke ; Tema e Variações "Der lange Marsch"
- 1939: Nonet No. 1
- 1940: Música para o documentário White Flood (Frontier Films), relançado como Chamber Symphony (Kammersymphonie)
- 1941: Música para o documentário A Child went forth (dirigido por Joseph Losey), relançado como Suite for Septet No. 1, op. 92a
- 1940/41: Música de cinema para The Forgotten Village (dirigido por Herbert Kline e Alexander Hammid, written by John Steinbeck)
- 1940/41: Nonet No. 2
- 1941: Woodbury-Liederbüchlein (Woodbury Songbook, 20 canções infantis para coro feminino escritas em Woodbury, Connecticut); "14 Arten den Regen zu beschreiben" (14 maneiras de descrever a chuva) (inspirado no filme Rain (1929), de Joris Ivens, mais tarde dedicado a Arnold Schoenberg por seu 70º aniversário)
- 1942: "Hollywood-Elegien" ("Hollywood Elegies"; with Brecht) in the Hollywooder Liederbuch (Hollywood Songbook)
- 1943: Música de cinema para Hangmen Also Die!; Piano Sonata No. 3
- 1943: Canções para Schweik in the Second World War; "Deutsche Misere" (com Brecht)
- 1943: Piano sonata no. 3
- 1945: Film score for The Spanish Main, direção de Frank Borzage
- 1946: "Glückliche Fahrt" ("Prosperous Voyage", baseado em Goethe); Canções e balada para a peça de Brecht Vida de Galileu.
- 1946: Film scores for A Scandal in Paris e Deadline at Dawn
- 1947: Septet No. 2
- 1947: Music for The Woman on the Beach, film dirigido por Jean Renoir
- 1948: Incidental music for Johann Nestroy's play Höllenangst
- 1948: "Lied über die Gerechtigkeit" ("Song of Justice", baseado em W. Fischer)
- 1949: Berliner-Suite; Rhapsody; "Lied über den Frieden" ("Song about Peace"); Auferstanden aus Ruinen (National Anthem of the DDR (texto de Johannes R. Becher)); "Treffass"
- 1950:  de, collection of songs to texts by Becher
- 1950: "Mitte des Jahrhunderts" (baseado em Becher); Four Lieder on Die Tage der Commune; Children's Songs (comBrecht)
- 1952: "Das Lied vom Glück" ("The Song of Happiness"; depois de Brecht); "Das Vorbild" (depois de Goethe)
- 1954 : Winterschlacht-Suite
- 1955: Night and Fog, music for the film Herr Puntila and His Servant Matti; Puntila-Suite; "Im Blumengarten" ("In the flower garden"); "Die haltbare Graugans"; Three Lieder baseado em Brecht; music for the 1955 film Bel Ami
- 1956: Vier Szenen auf dem Lande (Katzgraben) ("Four Scenes from the Country", em homenagem a Erwin Strittmatter); Canções Infantis (depois de Brecht); "Fidelio" (depois de Beethoven)
- 1957: Sturm-Suite für Orchester; Bilder aus der Kriegsfibel; "Die Teppichweber von Kujan-Bulak" ("The Carpetweavers of Kujan-Bulak", com Brecht); "Lied der Tankisten" (texto de Weinert); "Regimenter gehn"; "Marsch der Zeit" ("Marcha do Tempo", em homenagem a Vladimir Maiakovski); Três Lieder (depois de Maiakóvski e Peter Hacks); "Sputnik-Lied" ("Canção Sputnik", texto de Kuba (Kurt Barthel)); música de cinema para Les Sorcières de Salem (O Cadinho))
- 1935–1958: Deutsche Sinfonie (baseado em textos de Bertolt Brecht e Ignazio Silone)
- 1958: "Am 1. Mai" ("To May Day", com Brecht)
- 1959: mais 36 canções sobre textos de Kurt Tucholsky para Gisela May e Ernst Busch;
- 1962: "Ernste Gesänge" ("Serious Songs"), sete Lieder baseado em Friedrich Hölderlin, Berthold Viertel, Giacomo Leopardi, Helmut Richter, e Stephan Hermlin

## Escritos
- Stephanie Eisler, Manfred Grabs (orgs.): Gesammelte Werke. Begründet von Nathan Notowicz. Im Auftrag der Akademie der Künste der DDR. Deutscher Verlag für Musik, Leipzig, DNB 350771014. Enthält unter anderem:
  - Musik und Politik. Schriften 1924–1948. Textkritische Ausgabe von Günter Mayer (= Gesammelte Werke. Serie 3, Vol. 1). Deutscher Verlag für Musik, Leipzig 1973, DNB 770387918.
  - Musik und Politik. Schriften 1948–1962. Textkritische Ausgabe von Günter Mayer (= Gesammelte Werke. Serie 3, Vol. 2). Deutscher Verlag für Musik, Leipzig 1982, DNB 1007188227.
  - Komposition für den Film. Com Theodor W. Adorno. Textkritische Ausgabe von Eberhardt Klemm (= Gesammelte Werke. Serie 3, Vol. 4). Deutscher Verlag für Musik, Leipzig 1977, DNB 100718809X (primeira edição: Henschelverlag, Ost-Berlin 1949).
  - Gespräche com Hans Bunge. „Fragen Sie mehr über Brecht!“ Übertragen und erläutert von Hans Bunge. Mit einem Vorwort von Georg Knepler (= Gesammelte Werke. Serie 3, Vol. 7). Deutscher Verlag für Musik, Leipzig 1975, DNB 1008033952.
- Nathan Notowicz: Wir reden hier nicht von Napoleon, wir reden von Ihnen! Gespräche mit Hanns Eisler und Gerhart Eisler. Traduzido e editado por Jürgen Elsner. Verlag Neue Musik, Ost-Berlin 1971, DNB 730003647.